# 学校法人アテネ・フランセ
学校法人アテネ・フランセ （仏: Athénée Français）は、東京都千代田区神田駿河台に本部をおく準学校法人である。2013年9月以前の運営形態は財団法人アテネ・フランセ。専門学校アテネ・フランセ等を運営する。

## 沿革
アテネ・フランセは、1913年（大正2年）創立の言語の「専修学校」で、現用言語 (langue vivante) を直接教授法で教授する著名な多言語の学校であり、多現用言語と古典語の言語学校である。
アテネ・フランセを創設したジョゼフ・コット (1875年 - 1949年、仏: Joseph Cotte) は、かつて東京帝国大学講師で古典ギリシア語・ギリシア文学を教授していたフランス人で、病気で東京大学を退官した後、神田錦町の東京外国語学校予科に「私立高等仏語部」という私立の教室を設立し、1913年1月から教授を開始。1914年（大正3年）、同校の私設の教授施設に「アテネ・フランセ」と命名。約3年のあいだ教室の移動を繰り返した後、1916年（大正5年）、神田神保町の中華料理店3階に開校。1922年（大正11年）、神田三崎町に新綜合校舎を建設した。当初よりフランス語・古典ギリシャ語・ラテン語の授業を続け、1944年（昭和19年）から11か月間戦時閉校期間があったものの、戦時下でも自由教育を貫き、一時、文化学院内で授業を行った。1962年（昭和37年）に現在の駿河台の新校舎を建設、文化学院内の仮設校舎から移動した。
新校舎は元在校生の建築家吉阪隆正の設計によるもので、第14回日本建築学会賞を受賞した。
現在は、フランス語、古典ギリシア語、ラテン語の基幹言語のほか、英語（アメリカ英語が主体）が開講されている。

### 年表
出典
- 1913年1月21日 - 東京帝国大学文学部講師ジョゼフ・コットが、東京外国語学校予科に「私立高等仏語部 (Cours SUPERIEUR) 」の教室を設置しフランス語の講義を始める。
- 1914年 - 丸山順太郎が協力者となり、初等科を設けることとなった。このため、「私立高等仏語部」は「アテネ・フランセ」と改称された。
- 1916年 - 独立校舎となる。講師が充実し、初等科・高等科の他に中等科・中等予備科、ギリシャ語とラテン語の教養科が併設された。
- 1920年 - フランス語普及の功績により、日本からは最初のフランスアカデミー賞（仏: Prix de l'Académie française）を受賞。
- 1931年10月 - フランスの文部省令により、アテネ・フランセ卒業生に仏国大学無試験入学の資格が与えられることとなった。
- 1949年5月23日 - 創立者コット逝去。同氏の遺言により、運営母体が財団法人化される。
- 1950年11月2日 - 各種学校として設置される。
- 1962年4月 - 現在の校舎新築。設計は吉阪隆正+U研究室。落成式に高松宮・同妃が臨席。
- 1963年 - 現在の校舎増築。特別教室群。設計は吉阪隆正。
- 1989年 - アテネ・フランセ文化センターが日本映画ペンクラブ賞を受賞。
- 1993年 - 松本悦治校長がオフィシエ・ドゥ・ラ・レジョンドヌール勲章を受章。
- 2007年 - Jリサーチ出版より「ゼロからスタート フランス語」を出版。
- 2012年 - 10月2日の松本悦治逝去に伴い、第3代校長に松本のゑみが就任。
- 2013年 - 1月21日、創立100周年を迎える。9月17日の「平成25年度第5回東京都私立学校審議会（第723回）答申」において、準学校法人としての運営が認められる[2]。
- 2014年10月1日 - 設置者を準学校法人アテネ・フランセとする「専門学校アテネ・フランセ」（専修学校外国語教育専門課程、分野は文化・教養、学科は仏語学科と英語学科）の設置認可が認められる[3]。

## 設置学校
専修学校専門課程（いわゆる専門学校）としてのアテネ・フランセ（「専門学校アテネ・フランセ」）には、以下の課程・学科がある。
- 外国語教育専門課程
  - 英語学科（2年制）定員30名のみ

卒業時に専門士資格が付与される。

## 特色
かつてのアテネ・フランセは、文化学院に類似した自由教育を特色とし、大学アグレジェ（教授資格者）および国家博士（ドクトラ・デタ）のフランス人等の卓越した大学院並みの教授陣を揃えていた。また、元在校生には、文化人、作家、芸術家等々がいる。現在は、大学の博士号を有するフランス人教員は２名のみ、日本人の（元）大学教授も３名（仏語２名、古典語１名）であり、大半の教員は研究とは無縁か、他の語学学校や大学の非常勤職との掛け持ちである。
フランス語を主とするも、ギリシア語、ラテン語、英語等々の言語の専門家も含め、多数の言語に業績を残す多数の著名人・文化人・学者・作家がその門をくぐっている。しかしながら、時代とともに、アテネ・フランセは独自性を失う。1960年代頃までは、フランスで発刊されたギリシア語の文法書から写した古典ギリシア語の文法書をも含めて、フランス語やラテン語や古典ギリシア語の教科書や教材のテキストは、「アテネ・フランセ」の版権で、出版社兼販売者のアテネ・フランセ内の出版社や「欧明社」等を通じて、アテネ・フランセで独自に編纂し、活字印刷や孔版印刷で印刷製版して使用し、これらのユニークな「高等科テキスト」「アテネ・フランセの入門書」、ジョゼフ・コット校長編纂の教材、高等科の「フランス語原典選集」、「ラテン語原典選集」、「古典ギリシア語原典選集」等の独自編纂されたテキストを用いて講義し、極めてユニークな「アテネ・フランセ独自の原典選集」を主教材として使用していた。しかし、1960年～1970年代頃から、外部（アリアンスフランセーズ等で採用されたモージェ（仏: Mauger Bleu）のテキスト等）で編纂されたテキストをそのまま採用し、フランスから直輸入したテキスト教材をフォトコピーの教材でまかなうようになり、アテネ・フランセの独自の「教材」の水準と品質とは、だんだん低下していった（特に、原典校訂注解の皆無な古典ラテン語テキストや古典ギリシア語テキストと高等フランス語のテキスト）。但し、大村雄治の「実習ラテン語」、松本悦治校長編集の「ラテン語テキスト」などの教授自身の著作は例外であったが、高等仏語のアテネ・フランセ独自の「原典教材」の出版物は、教科の「テキスト」としては使用されなくなり、そのテキストの質が低下している。
また、1990年代までは、ギリシア語とラテン語の高等科の履修者については、奨学金制度もあったため、著名なギリシア語・ラテン語学者をも、アテネ・フランセから数多く輩出させた実績も特筆に値する（奨学金は現在では廃止されている）。また、週3時間あった西洋古典語初級・中級・高等科クラスも、現在は隔週1時間や、週1時間ないし2時間1コマの連続授業に減縮されている。
視聴覚教育法には、仏式のCREDIFメソッドとアテネ・フランセ独自のサンテティック（仏: Synthétique）がある。
かつては、在日フランス大使館文化部も、アグレジェ資格取得者の教授陣の派遣など、後援を行っていた。また、1990年代までは、ブルヴテ（免状保持者）は取得後、講義を無料で聴講でき、そのため、後輩にはとても刺戟となる良い制度があったが、経営の合理化のため廃止された。
なお、1980年代初頭から、英語についてはアメリカの大学の協力を得てTEFL (Teaching English as a Foreign Language) 教授法を導入し、複数のTEFL教員を採用した。また、英語は、RSA（Royal Society of Arts）の資格（tesolやtesl,teflとして一定期間以上英語を教えた経験のある人しかとれない）を有する複数の講師陣が在籍する。　　
また、「図書館」を併設し、かつては単なる「語学学校」ではなく、「フランス文化」を教授・研究に足る「大学仏文学系の教養課程」の基礎となる諸設備（視聴覚設備・諸教育設備）を拡充を目指していた。

## 講師陣
- 國枝孝弘（講師。早稲田大学法学部卒、文学研究科仏文学専攻修了、学習院大学人文科学研究科フランス文学専攻博士課程後期課程単位取得満期退学、トゥールーズ・ル・ミライユ大学博士課程修了。文学博士）